# Потамогалові
Потамогалові (Potamogalidae) — родина ссавців з ряду тенрекоподібних. Родина містить 2 роди й 3 сучасні види. 

## Середовище проживання

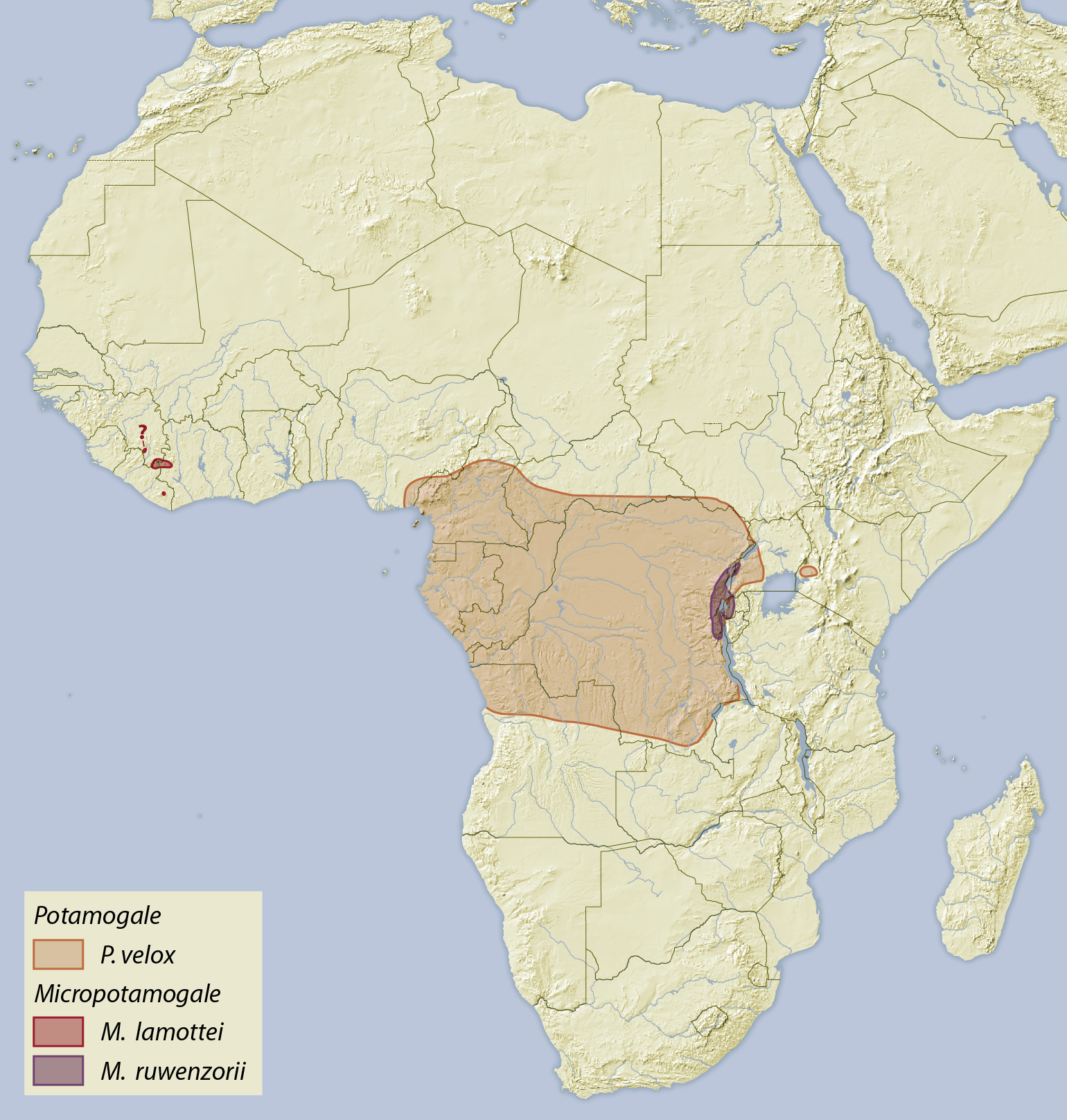
Ареали трьох видів

Члени родини населяють віддають перевагу водному середовищу в тропічних лісах Центральної Африки — струмки, невеликі річки, болота, а під час сезону дощів деякі тварини можуть мігрувати до невеликих лісових басейнів; також трапляються у водних шляхах, пов’язаних із густо зарослими плантаціями, а також на рисових полях.

## Морфологічна характеристика
Довжина від носа до хвоста для роду Potamogale становить 290–350 мм, а для роду Micropotamogale — 120–200 мм; довжина хвоста для роду Potamogale — 245–290 мм, а для роду Micropotamogale — 100–150 мм; маса для роду Potamogale — 340–397 грамів, а для роду Micropotamogale — ≈ 135 грамів. Ноги відносно короткі; хвіст довгий, мускулистий; M. ruwenzorii має плавальні перетинки між пальцями задніх ніг.

## Спосіб життя
Раціон роду Potamogale складається з риби, крабів і земноводних, а роду Micropotamogale — з черв'яків, комах і їхніх личинок, а також риб, крабів і земноводних.

## Систематика
Родина Potamogalidae
- рід Potamogale
  - вид Potamogale velox
- рід Micropotamogale
  - вид Micropotamogale lamottei
  - вид Micropotamogale ruwenzorii